# The Radio Dept.
The Radio Dept. ist eine schwedische Indie-Pop-Band aus Lund. Dept. steht für Department (Abteilung), der Bandname bedeutet Radioabteilung.

## Bandgeschichte
Die Band wurde im Jahr 1995 von den Schulkameraden Elin Almered und Johan Duncanson gegründet. Den Bandnamen übernahmen sie von einer Tankstelle mit Radioreparatur, worauf mit einem Schild mit der Aufschrift Radioavdelningen (Radio Dept. auf Schwedisch) aufmerksam gemacht wurde. Allerdings beendeten Almered und Duncanson bald ihre Kooperation.
Drei Jahre später wurde die Formation von Johan Duncanson wiederbelebt, diesmal in Zusammenarbeit mit Martin Larsson. 2001 kam Larssons damalige Freundin Lisa Carlberg am Bass dazu, gefolgt von Per Blomgren am Schlagzeug und Daniel Tjader am Keyboard. 2001 schickte die Band schließlich Aufnahmen zu Musikzeitschrift Sonic, erhielten eine positive Kritik und gelangte auf einen von der Zeitschrift kostenlos mitgelieferten CD-Sampler. Verantwortliche bei Labrador Records hörten die Aufnahme auf der Disc und holten sie zu ihrem Label. Per Blomgren stieg allerdings schon vor der Veröffentlichung ihres Albums Lesser Matters aus und Lisa Carlberg verließ die Gruppe nach der Veröffentlichung der This Past Week EP. Die Band beschloss daraufhin, digitale Drum-Tracks zu verwenden und auf den Einsatz einer Bassgitarre ganz zu verzichten.
Nachdem Pulling Our Weight, I Don't Like It Like This und Keen on Boys als Soundtrack zu Sofia Coppolas Film Marie Antoinette erschienen war, erhielt die Band große Aufmerksamkeit und Anerkennung. Anfang 2006 wurde ihr zweites Album Pet Grief veröffentlicht. Die Rezensionen waren gemischt. NME bewertete Pet Grief mit 7 von 10 Bewertungseinheiten, andere Zeitschriften urteilten aber nicht ganz so positiv. Schließlich fand Pet Grief dank des Internets doch noch eine wachsende Popularität und breite Anhängerschaft. 2006 kam ihre Single We Made The Team als 100. Veröffentlichung des Labrador Labels heraus. Alle 100 Singles sind 2007 auf der Kompilation Labrador 100 - A Complete History of Popular Music erschienen.
2007 sagte die Band ihre UK-Tour ab und verbrachte die meiste Zeit im Studio mit der Arbeit an ihrem neuen Album. Clinging to a Scheme sollte zuerst im Frühjahr 2008 erscheinen, wurde aber auch bis zum zweiten geplanten Releasetermin im September nicht fertig. Labrador musste mitteilen, dass sich die Aufnahmen auf unbestimmte Zeit hinauszögern. Zur Überbrückung der Wartezeit brachte die Band Freddie And The Trojan Horse heraus. Ein Jahr später wurde dann mit David die erste Singleauskopplung aus dem neuen Album veröffentlicht. Schließlich erschien im Frühjahr 2010 die zweite Single Heaven's on Fire zeitgleich mit dem fertigen Album, das sich nicht in der schwedischen Sverigetopplistan platzieren konnte.
Im Herbst 2016 wurde das Album Running Out of Love veröffentlicht.

## Diskografie

### Alben
- 2003: Lesser Matters (Labrador/XL Recordings)
- 2006: Pet Grief (Labrador)
- 2010: Clinging to a Scheme (Labrador)
- 2011: Passive Aggressive: Singles 2002-2010 (Labrador)
- 2016: Running Out of Love (Labrador)

### Singles und EPs
- 2002: Against the Tide (Slottet)
- 2002: Liebling (Slottet)
- 2002: Annie Laurie (Slottet)
- 2003: Pulling Our Weight (Labrador)
- 2003: Where Damage Isn't Already Done (Labrador/XL Recordings)
- 2004: Why Don't You Talk About It? (Labrador/XL Recordings)
- 2004: Ewan (Labrador/XL Recordings)
- 2005: This Past Week (Labrador)
- 2006: The Worst Taste in Music (Labrador)
- 2006: We Made the Team (Labrador)
- 2008: Freddie and the Trojan Horse (Labrador)
- 2009: David (Labrador)
- 2010: Heaven's on Fire (Labrador)
- 2010: Never Follow Suit  (Labrador)
- 2015: Occupied (Labrador)
- 2017: Teach Me to Forget (Labrador)